# 31952 Bialtdecelie
31952 Bialtdecelie è un asteroide della fascia principale. Scoperto nel 2000, presenta un'orbita caratterizzata da un semiasse maggiore pari a 2,2326634 UA e da un'eccentricità di 0,1705994, inclinata di 5,98278° rispetto all'eclittica.